# Crassonotidae
Famille
Genres de rang inférieur
- † Crassodontidanus Kriwet & Klug[1], 2011
- † Notidanoides Maisey, 1986
- † Notidanus Cuvier, 1816
- † Pachyhexanchus Cappetta, 1990

Les Crassonotidae sont une famille fossile de requins de l’ordre des Hexanchiformes. 

## Présentation
Elle a vécu du Sinémurien à l'Hauterivien,,,.

## Liste des genres et espèces
- † Crassodontidanus (Kriwet & Klug, 2011)
  - Crassodontidanus serratus (Fraas, 1855)
  - Crassodontidanus wiedenrothi (Thies, 1983)
- † Notidanoides (Maisey, 1986)
  - Notidanoides muensteri (Agassiz, 1843)
- † Notidanus (Cuvier, 1816)
  - Notidanus amalthei (Oppel, 1854)
  - Notidanus atrox (Ameghino, 1899)
  - Notidanus intermedius (Wagner, 1862)
  - Notidanus nikitini (Chabakov & Zonov, 1935)
- † Pachyhexanchus (Cappetta 1990)
  - Pachyhexanchus pockrandti (Ward & Thies, 1987)